# Gentiaangalmug
De gentiaangalmug (Dasineura gentianae) is een muggensoort uit de familie van de galmuggen (Cecidomyiidae). De wetenschappelijke naam van de soort is voor het eerst geldig gepubliceerd in 1909 door Kieffer.